# 간세이 개혁
간세이 개혁(寛政の改革)은 에도 시대 중기 로주 마쓰다이라 사다노부가 1787년부터 1793년까지 주도하여 추진한 막정 개혁으로 황폐한 농촌의 부흥, 막부의 재정난과 도덕적 위기상황을 타개하기 위해 실시한 일련의 보수적인 조치에 해당한다. 교호 개혁, 덴포 개혁과 함께 막부 3대 개혁으로 불린다.
서양과의 무역제한, 농업장려, 농민의 도시이주 엄격제한, 주자학 장려, 출판 검열, 쇼군 가신들의 빚 삭감 또는 탕감, 검약정책 실시, 모든 계층의 지출 엄격제한 등 긴축정책을 폈다. 개혁추진으로 기근상태가 완화되고 정부의 재정상태가 일시적으로 좋아졌지만, 사다노부가 해임된 뒤 점차 흐지부지되었다. 1789~1800년의 일본의 연호을 따서 간세이[寬政] 개혁이라 불리게 되었다.

## 배경

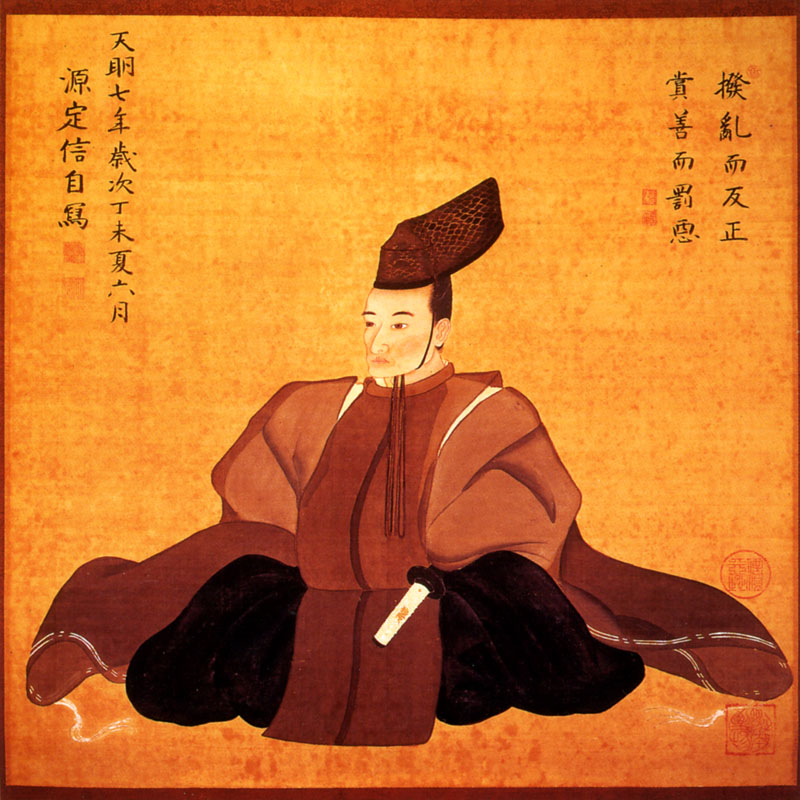
마쓰다이라 사다노부

호레키·메이와 시기(1751년~1772년)는 가뭄이나 홍수 등 천재가 많았고 에도에서는 메이와 대화재까지 겹쳐 사망자가 14,700명, 행방불명자가 4,000명을 넘어섰다. 조정에서는 안녕을 기원하는 의미에서 연호를 안에이로 바꾸었으며, 세간에서도 안에이에는 재난이 끊이기를 갈망하는 노래가 유행했다.:8-9 하지만 이후에도 재난이 계속되어 덴메이 대기근이 일어났고 전국적으로 잇키가 퍼져나갔다.
호레키·메이와 시기 발생한 잇키는 600건에 달하며 도시에서 일어난 소요도 150건 이상에 달했다. 발생 횟수뿐 아니라 규모도 확대되어 갔는데 로주 다누마 오키쓰구는 처벌을 보다 엄격히 하는 것으로 대응하여 막부의 쌀 수입이 매년 적자를 기록하는 지경에 이르게 되었다. 따라서 막부의 창고에서 쌀이 갈수록 줄어들어 기근에 대비한 비축분은 생각도 할 수 없게 되었다.
백성들의 소요가 에도로까지 퍼지자 다누마는 결국 실각했고 사다노부가 로주에 취임하게 되었다. 다누마가 집권할 당시의 소요는 반권력 투쟁을 고양시켰고 막번 체제가 해체될 수도 있는 중요한 전환기라는 평가도 있다.:8-9 다누마가 실각할 당시 농업 인구가 140만 명이나 줄었으며 덴메이 대기근의 영향과 쇼군 도쿠가와 이에하루의 장례식 때문에 100만 냥의 적자가 예상되었다. 이에 재정난을 해소하고 붕괴 위기에 처한 봉건적 사회 구조를 유지하기 위해 간세이 개혁이 시작되었다.:8-9

## 내용

### 다누마 정권과의 연속성
통설로는 사다노부가 다누마의 정책을 모조리 뒤집었다고 알려져 있었으나 최근에는 오히려 다누마 정권과 간세이 개혁 사이의 연속적인 면이 있었다는 주장도 있다. 도쿠가와 임정사 연구소는 사다노부의 반(反) 다누마 캠페인은 표면적인 것이고 실제로는 다누마의 정치를 계승한 부분이 많다고 주장했다. 특히 학문·기술·경제·정보 등을 막부로 집중시키고자 한 것이나 부상·부농과 제휴하면서 개혁을 이루고자 한 점 등은 다누마의 정책을 계승한 것을 넘어서 다누마의 노선을 심화시킨 것으로 인식했다.
일본 중세·근세사를 전문으로 하는 다카기 히사시는 다누마와 사다노부 사이에 연속적인 면이 있었음을 중시하고 있으며 그 일환으로 통화 정책을 꼽았다. 1788년 사다노부는 에도의 물가를 억제하기 위해 메이와 니슈긴(明和二朱銀)의 제조를 정지하고 겐분긴(元文銀)을 증산했다. 이에 대해 다카기는 제조만 중지시켰을 뿐 통용은 중지시키지 않은 점으로 미루어 볼 때 금화와 은화의 시세를 시정하는 것이 목적이었고 다누마의 통화 정책을 부정할 취지는 아니었다고 주장했다. 1790년에는 니슈긴이 많이 통용되지 않았던 서일본에서도 사용하도록 강제했다. 결과적으로 다누마 정권의 화폐 정책은 사다노부가 집권한 이후 더 확대되었다. 이는 교호 개혁 때 아라이 하쿠세키가 오기와라 시게히데의 통화 정책을 완전히 뒤엎은 것과는 대조된다고 주장했다.
다른 통화 정책에서는 다누마가 허가한 화폐 이외의 것은 통용 정지시키는 등 지폐 경제의 발달을 방해하는 듯한 정책을 펼친 것과 달리 사다노부는 1790년(간세이 2년)는 이세 신궁의 신관과 상인들이 만든 야마다하가키(山田羽書)를 야마다부교(이세부교) 소관으로 옮겨 준비금의 범위 내에서 발행을 허락했다. 위조 지폐 대책도 철저히 세우는 등 야마다하가키는 사실상 막부가 발행하는 지폐로 인식되어 다누마 시절보다 진일보한 지폐 정책이 이루어졌다. 봉행소가 직접 관리했기에 상인들에 의한 남발을 막아 통화 공급량을 안정적으로 유지할 수 있었기 때문이다.
일본 근세사를 연구하는 후지타 사토루는 간세이에서 분카까지의 재정·경제 정책은 긴축에 의한 재정 수지의 균형을 꾀하는 것을 기본으로 했으며 세간의 비판이 강했던 일부 사업을 철회했으나 다누마 시대를 계승하여 독자적이고 적극적인 증수책은 볼 수 없었다고 간세이 개혁 시기의 경제 정책을 평가했다. 다카자와 노리하루 역시 간세이 당시 막부의 경제 개혁 정책은 상업조합, 니슈긴, 공금 대출 등 다누마 정권을 계승한 것이 많았다고 평했다.:90
상업조합을 모조리 해산시켰다는 통설과는 달리 사다노부는 대부분의 상업조합을 존속시켰다. 개혁 초기 니슈긴의 주조와 상업조합을 결성시킨 운상금(運上金)을 징수한 것이 물가 급등의 원인이 되어 니슈긴과 상업조합의 폐지를 주장하는 세력도 있었지만 사다노부는 상업조합에 대해 물가의 조정과 함께 운상금의 상납에도 기대를 하고 있었기에 개혁 당초에는 상업조합과 운상금을 일부만 폐지하고 나머지는 존속시켰다. 또한 1787년(덴메이 7년)에는 자신의 영지에서 치안 유지를 위해 전당포 조합을 결성하여 고리로 고통받는 사람들의 구제를 꾀하기도 했다.:4:87,161
또한 다누마는 적극 재정을 펼쳤으나 사다노부는 긴축 재정을 펼친 것으로 이해하는 경우가 많으나 후지타는 다누마의 정치를 오히려 긴축으로 이해하여 전대부터 이어진 긴축 정책을 계승시켰다고 설명했다.
서양 서적의 수입 해금이나 상업조합의 결성 등 교호 개혁의 정책이 다누마 시대에서 과실을 맺을 수 있었기에 다누마 시대는 교호 시대의 연장선으로 이해하는 것이 현재의 통설이다. 동시에 사다노부가 발포한 검약령(倹約令)을 가리켜 다누마의 적극적 재정정책에서 역전한 긴축 정책이라고 말하기도 하지만 다누마도 1783년(덴메이 3년)부터 7년간 검약령을 발포한 적이 있으며 적어도 사다노부의 검약령은 다누마의 정책의 남은 햇수를 그대로 추인한 것에 불과하다. 사다노부가 추진한 다른 긴축 정책에서도 다누마의 긴축 정책을 추인, 심화한 것이 많다.

### 복지 정책 실시
당시에는 지금과 같이 세금에 대한 대가로 행정 서비스를 제공한다는 개념이 없었다. 하지만 다누마의 정책은 농촌을 위한 구제책이 불충분했기에 농촌이 황폐해졌고 덴메이 기근을 거치면서 치명적인 타격을 받았다. 이즈음부터 불완전하나마 천하를 경영하고 인민을 구원한다는 경세제민 사상에 입각한 행정이 발돋움하기 시작했다.:44
간세이 개혁을 추진하면서 지금까지의 수탈 일변도였던 정책을 개선하여 백성을 구제하기 위한 정치를 단행했다. 사다노부는 기아 대책에 몰두하여 도시·농촌을 불문하고 흉작이나 자연 재해에 대비한 쌀이나 금전을 비축하는 정책을 추진하고 국가가 식량을 비축하는 것을 논했다.
사다노부는 주로 농정이나 복지에 중점을 둔 정책을 펼쳐 농업 인구의 증가와 황폐해진 토지의 복구를 위해 노력했다. 기아 대책도 세워 각지에 쌀 창고를 설치하고 연공 징수를 담당하는 관리의 부정을 엄격히 단속했다. 또한 개혁 직전인 1787년 5월 에도에서 며칠에 걸쳐 소동이 일어나자 재발 방지를 위해 도시 정책도 정비하여 호적에 등재되지 않은 사람을 위한 시설을 이시카와지마(石川島)에 설치하고 빈궁한 백성들을 구제하기 위해 회소(会所)를 두었다.:66-85 이때 만들어진 시설들은 막말까지 존재한 경우가 많다.

### 막부 재정 재건
막부 재정의 재건을 위해 대담한 재정 긴축을 꾀했다. 사다노부의 자서전 겸 회고록인 「우게노히토코토」(宇下人言)에 의하면 막부의 금화는 1770년(메이와 7년) 300만 냥 정도 있었지만 사다노부가 집권할 당시에는 덴메이 대기근의 손해와 쇼군 이에하루의 장례 비용 때문에 백만 냥의 적자가 예상될 정도로 절박했다. 개혁 초기인 1771년에는 막부의 재정이 81만 냥밖에 남아있지 않았다. 이에 사다노부는 즉시 효과가 있는 엄중한 긴축 정책을 시행하여 재정의 재건을 위해 노력했다.
검약령을 반포하고 오오쿠를 축소했으며 여러 경비를 줄이는 등 다누마 시대에도 행해졌던 긴축 정책을 계승하여 줄인 결과 막부의 재정은 흑자로 전환될 수 있었다. 사다노부는 사치엄금 차원에서 유흥과 오락까지 제한하였는데, 당시 포르투갈에서 전래된 가루타(트럼프) 놀이 등 노름도 금지하면서 1791년부터는 단속하였다. 사다노부가 실각할 당시에는 20만 냥 정도의 비축금을 만들 수 있었다. 하지만 검약령이나 풍속통제령을 자주 반포한 덕에 에도가 불황에 빠져 시민들로부터 강력한 반발을 받아 각종 법령을 남발하게 된 이유가 되기도 했다.:102

### 6년 만의 해임
1793년 7월 갑작스레 사다노부가 로주에서 해임당하면서 간세이 개혁은 불과 6년만에 막을 내렸다. 그 배경으로는 존호일건 등으로 인해 쇼군 도쿠가와 이에나리와 대립하게 됐고 오오쿠 개혁으로 인해 오오쿠와의 대립도 심각해진 것이 꼽힌다. 또한 지나친 긴축 정책을 펼쳐 무사나 서민들의 불만이 팽배해진 것도 이유 중 하나이다. 하지만 사다노부가 실각한 후에도 후임 로주인 마쓰다이라 노부아키라 등 간세이 유로(寛政の遺老)에 의해 개혁 방침은 이어졌으며 사다노부의 정치 노선도 계승·발전되어 갔다.:12-13 이는 1817년(분카 17년) 마쓰다이라 노부아키라가 병사하고 미즈노 다다아키라가 새롭게 로주로 취임할 때까지 유지되었다.

## 주요 정책 및 개혁

### 경제 정책
가코이마이(囲米)
각 번의 다이묘에게 기아에 대비하여 사창·의창을 설치하여 곡물을 비축할 것을 명령한 것이다. 에도의 각 초(町)에는 시치부쓰미킨(七分積金)과 함께 설치되었다.:45-65
큐리키노우레(旧里帰農令)
에도에 대량으로 유입된 지방 출신 농민들에게 자금을 줘서 귀농시키는 제도였다. 다만, 강제력은 없었다.
농촌 부흥
간세이 개혁 때 연공 증세를 할 상황이 아니었기에 소농 경영을 중심으로 하는 손(村)의 유지와 재건에 노력을 쏟았다. 농민의 부담을 경감하기 위해 스케고(助郷)를 줄이고 오사메야도(納宿)를 폐지했다. 또한 인구 증가 정책으로써 생활고 때문에 산아를 죽이는 것을 금하고 아동 수당을 지급했다. 1790년에는 두 번째 아이의 양육을 위해 금 1냥을 주었으며 1799년에는 이를 2냥으로 늘렸다.
기엔레(棄捐令)
하타모토와 고케닌 등의 구제를 위해 쌀 중개업자인 후다사시(札差)에게 원금의 회수가 끝났을 6년 이상의 채권을 파기하고 5년 이내의 채무 이자를 줄일 것을 명한 법이다. 반포 이후 오히려 후다사시들이 대출을 꺼려하는 역효과가 발생했으나 막부와의 교섭을 통해 진정되었다.
사루야초카이쇼(猿屋町会所)
기엔레로 손해를 입은 후다사시가 하타모토나 고케닌에게 다시 대출해줄 수 있도록 후다사시 등을 구제하기 위해 대출을 지원해주는 제도. 후다사시의 70% 이상이 대출을 받아 경영을 하고 있었기에 저리로 보증까지 해주는 막부의 융자는 많은 수의 후다사시에게 큰 도움이 되었다.
가야쿠카타닌소쿠요세바(加役方人足寄場)
거주지가 없는 부랑인 등을 에도 이시카와지마(石川島)에서 직업 훈련을 시킨 제도다. 치안 대책도 겸한 것으로 사다노부가 갱생을 위해 직업 훈련 시설의 설치를 입안하고 흉악범 적발을 직무로 하는 부서의 하세가와 노부타메가 구체적인 안을 상신하여 현실화됐다.:103
상업 정책·호상·부농과의 제휴
다누마 정권의 중상주의를 계승하여 상업조합이나 니슈긴 등을 보증해줬다. 1800년(간세이 12년) 한 해의 대출액은 150만 냥에 이르렀다. 대출금의 이자율은 연리 10% 안팎으로 민간 금융 시장 이자율보다 약간 낮았다. 이 대출금은 막부 스스로의 재정 보전 외에 농촌 부흥, 숙박 시설 조성, 용수 공사 조성, 광산 부흥 등의 자금으로 쓰였다.
이처럼 민본주의를 재건하기 위해 원칙적으로 그와 상반되는 부농층의 성장을 이용하여 정책을 펼 뿐만 아니라 금융의 논리를 적극적으로 도입했다.:9
시치부쓰미킨(七分積金)
각 초가 적립한 구황 기금으로 초의 경비를 절약한 4만 냥의 70%에 막부의 지원금 1만 냥을 더해 조성했다. 초의 경비는 지주가 부담했다.:66-85 이 제도는 그후 막부의 재정난에도 불구하고 엄격히 운용되어 메이지 유신 때에도 170만 냥의 잉여금이 있었다. 이 자금은 도쿄시로 이관되어 학교를 세우거나 도로를 정비하는 등의 인프라 사업에 투자되었다.

#### 기타 경제 정책
- 쌀값을 억제하기 위해 쌀을 대량으로 사용하는 주류 업체를 규제하여 생산량을 1/3로 줄일 것을 명했다.
- 사다노부가 실각한 이후 집권한 노부아키라에 의해 아이타이스마시레(相対済令)가 반포되었다.

### 학문과 사상
간세이 이학의 금(寛政異学の禁)
시바노 리쓰잔, 니시야마 셋사이 등의 주장을 받아들여 주자학을 막부 공인 학문으로 인정하고 성당 학문소(聖堂学問所)를 관립 쇼헤이자카 학문소로 개편하고 학문소에서 양명학과 고학을 강의하는 것을 금지했다. 이 금지는 어디까지나 학문소에 국한된 것이었지만 각 번의 번교도 이를 따랐기에 주자학을 정학으로 하고 다른 학문을 이학으로 하여 금지하는 경향이 확산됐다.:99
처사 횡의의 금(処士横議の禁)
재야의 학자들이 막부에 대한 정치적 비판을 금지했다. 실제로 해방학(海防学)자인 하야시 시헤이 등이 처벌을 받았다. 더욱이 사치품을 단속하고 공중 목욕탕에서 혼욕을 금지했으며 출판도 통제했다.
학문 음미(学問吟味)
에도 막부가 하타모토와 고케닌을 대상으로 실시한 한학 필답 시험이다. 성당학문소에서 실시했으며 1792년(간세이 4년)부터 1868년(게이오 4년)까지 19번 있었다. 시험의 목적은 성적이 우수한 자들에게 상을 주어 막신 사이에서 기풍을 널리 보급시키기 위함이었으나 장남이나 무직자의 경우 실제로 등용하는 관행이 있어 입신의 실마리로 공부를 하도록 유도하는 역할도 했다. 막부 말기로 갈수록 시험 출신자들 중에서 대외 관계를 중심으로 한 새로운 국면에 대응할 수 있는 유능한 막신이 배출되기도 했다.:100-101 비슷한 제도로 연소자를 대상으로 한 소독 음미(素読吟味), 무예를 장려하기 위한 상람(上覧) 등도 있었다.
문교 진흥
막정 초기의 정신으로 되돌아가는 것을 목적으로 하여 여러 사서·지지(地誌)를 편찬하고 자료를 정리·보존하였다. 이는 일부 번에서도 시행되었다.

### 대외 정책
북방 군다이(北国郡代)
간세이 개혁을 추진하면서 북방 군다이를 신설하여 북방의 방비를 담당코자 했다. 사다노부는 직접 이즈와 사가미를 순검했으며 에도만의 방비 체제를 구축하기 위해 이즈에 4개소, 사가미에 2개소 봉행소를 둘 것을 주장했다. 또한 에조치로 도항하기 위해 무쓰 연안의 요충지를 막부의 직할령인 천령으로 삼고 군다이를 설치하는 계획을 입안했다. 군다이에는 네덜란드의 협력을 받아 서양식 군함을 배치하고자 했다. 하지만 이러한 해안 방어 강화 계획은 제안자인 사다노부가 실각하면서 이루어지지 못했다.

### 기타
- 아담 락스만이 이끄는 러시아 사절이 일본인 표류민을 송환하면서 통상을 요청했으나 사다노부는 이를 즉시 거절했다. 이는 이후 쇄국으로 이어진다.

## 같이 보기
- 막정 개혁
- 교호 개혁
- 덴포 개혁

### 내용주
1. ↑  잇키의 확대는 과중한 증세도 원인이었다. 당시 로주였던 다누마 오키쓰구는 연공(年貢)을 줄이지는 않은 채 쌀 이외의 과세를 추진했고 이는 백성들에게 막중한 부담이 되었다.
2. ↑  덴메이 대기근 당시 막부는 지원을 거의 하지 않아 피해가 확대됐다. 덴메이 3, 4년 기근을 대비해 막부가 여섯 다이묘로부터 마련한 대출금은 19,000냥 정도에 불과했다. 이는 도쿠가와 요시무네 시기인 교호 대기근 당시 막부가 총 339,140냥을 지원했던 것과는 큰 차이가 있다. 또한 교호 대기근 때에는 흉작이 든 서일본을 구제하기 위해 막부에서 275,525석에 달하는 쌀을 수송했으나 덴메이 대기근 때에는 한 톨의 쌀도 지원해주지 않았다.
3. ↑  다누마가 조긴(丁銀)을 남료 니슈긴(南鐐二朱銀)으로 개주를 추진한 것이 칭량(秤量) 은화가 부족해지고 은의 시세가 급등하는 원인이 되었다. 1786년(덴메이 6년)에는 금 1냥이 은 50돈에 달했으며 흉작에 의한 상품의 공급 부족도 겹쳐 에도의 물가가 폭등했다. 1772년 기존의 연호 메이와를 안에이(安永)로 고쳤지만 「연호는 영원히(永) 저렴하게(安) 바뀌지만 높은 물가는 아직도 민폐(迷惑)다」라는 노래가 성행할 만큼 민심은 좋지 못했다[민폐를 뜻하는 일본어 迷惑(메이와쿠)는 메이와 9년과 발음이 비슷하다. 메이와 시절과 안에이 시절이 큰 차이가 없다는 것을 풍자하는 가사]. 역사학자 니시카와 도시사쿠는 니슈긴의 유통이 천천히 이루어진 것에 착안하여 다누마의 목적은 화폐 제도의 통일이 아니라 오로지 화폐 발행을 통한 이익을 얻기 위함이었다고 결론지었다.
4. ↑  1780년대 다누마가 전(銭)을 대량 발행하여 시세가 내려가 칭량 통화를 사용하는 것이 유리했다. 한편, 기본적으로 전을 주로 사용하던 서민들은 전의 시세가 떨어지면서 고통받았다.
5. ↑  간세이 개혁 이전의 야마다하가키는 신관 개인의 신용과 부동산 보증만이 있었을 뿐 준비금이 없었다. 간세이 개혁을 통해 오사카성에 보관된 하가키 상업조합의 상납적립금 8,080냥과 하가키 중역 6명의 상납금 5,500냥을 준비금으로 보유하는 등 보다 근대적 형태의 신용 강화가 이루어졌다. 또한 하가키의 발행 한도도 원칙적으론 20,200냥이었으나 간세이 개혁 때 야마다부교 관할이 된 이후 실제 발행량이 28,283냥 정도인 것으로 드러나자 8,083냥을 소각하여 신용 붕괴의 위험을 피했다.
6. ↑  기엔레 반포 당시 후다사시의 몫은 연리 12% 중 2%에 불과했으나 막부와의 교섭 결과 6%로 결착되었다. 이를 통해 막부의 금을 무사들에게 중개하는 것만으로 이익의 절반을 얻을 수 있어 많은 이익을 올리게 되었다. 또한 무가에 대출해준 금액의 40%를 회소로부터 저리에 대출해주는 조치가 결정되었다.
7. ↑  하야시 시헤이가 처벌받은 이유 중 하나가 「해국병담」을 출판한 기간이 좋지 않았다는 점이다. 당시 이국선이 두 차례나 일본 근해에 나타났으며 러시아가 조선을 침략한다는 소문이 교토까지 퍼진 데다가 이상 기후로 인해 쌀값이 폭등하여 도시에서 항의 시위가 일어나는 상황이었던 것이다. 이런 상황에서 이국위협론은 막부 입장에서 볼 때 사회 혼란을 조장하는 것으로 받아들여질 수 밖에 없었다.

### 참조주
1. ↑  강창일,하종문 <한 권으로 보는 일본사 101 장면> 가람기획 1998.11.20 p243
2. ↑  카와이 아츠시 <하룻밤에 읽는 일본사> 중앙M&B 2000년 p194
3. ↑  [네이버 지식백과] 간세이 개혁 [Kansei reforms, 寬政改革(관정개혁)] (두산백과)
4. 1 2 3 4 5  도쿠가와 임정사 연구소 (2005년 6월 1일). 《江戸時代の古文書を読む―田沼時代》 [에도 시대의 고문서를 읽다-다누마 시대]. 도쿄당출판.
5. 1 2  다카기 히사시 (2016년). 《通貨の日本史 - 無文銀銭、富本銭から電子マネーまで》 [통화의 일본사-무몬 은전, 후혼센에서 전자 화폐까지]. 주코신서.
6. ↑  도쿠가와 임정사 연구소 (2006년). 《江戸時代の古文書を読む―寛政の改革》 [에도 시대의 고문서를 읽다-간세이 개혁]. 도쿄당출판. 8쪽.
7. 1 2 3 4  다카자와 노리하루 (2012년 9월 1일).  일본역사학회, 편집. 《『松平定信』〈人物叢書〉》 [『마쓰다이라 사다노부』 〈인물총서〉]. 요시카와 홍문관.
8. ↑  후지타 사토루 (2018년). 《勘定奉行の江戸時代》 [간조부교의 에도 시대]. 지쿠마신쇼.
9. ↑  쓰지 젠노스케 1980, 345–357쪽, 해설 사사키 준노스케.
10. ↑  후지타 사토루 2002, 17–29쪽, 「교호 개혁」.
11. ↑  이소다 미치후미 (2012년 1월 26일). 《NHKさかのぼり日本史(6) 江戸“天下泰平"の礎》 [NHK 거슬러가는 일본사(6) 에도시대 "천하태평"의 초석]. NHK출판.
12. 1 2 3  후지타 사토루 (1993년 7월 25일). 《松平定信　政治改革に挑んだ老中》 [마쓰다이라 사다노부-정치 개혁에 도전한 로주]. 중앙공론신사.
13. ↑  김희영 <이야기 일본사> 청아출판사 1987년 p350
14. ↑  [네이버 지식백과] 화투 [花斗] (한국민속예술사전 : 민속놀이)
15. ↑  사카모토 쇼조·후쿠다 도요히코 감수. 『총합 일본사 도표』(2000년 11월 10일 개정 11쇄 발행. 第一学習社) 246항에 「1790년 11월 에도에서 귀촌을 장려」라고 기재되어 있음
16. 1 2  야마무로 쿄코 (2013년 2월 15일). 《江戸の小判ゲーム》 [에도의 화폐 게임]. 고단샤. 69,70,71,72,73,91,92쪽.
17. 1 2  후지타 사토루 (2015년 5월 21일). 《幕末から維新へ》 [막말에서 유신까지]. 이와나미 신서.

## 참고 자료
- “江戸時代の経済と産業の発達” [에도 시대의 경제와 산업의 발달] (일본어). NHK 고교 강좌. 2019년 12월 12일. 2021년 7월 24일에 확인함.

## 참고 문헌
- 다케우치 마코토 (2009년). 《寛政改革の研究》 [간세이 개혁의 연구]. 요시카와 홍문관. ISBN 978-4-642-03438-8.
- 다카기 히사시 『通貨の日本史 - 無文銀銭、富本銭から電子マネーまで(통화의 일본사-무몬 은전, 후혼센에서 전자 화폐까지)』 주코신서 2016년 ISBN 978-4-12-102389-6
- 후지타 사토루 『勘定奉行の江戸時代(간조부교의 에도 시대)』 지쿠마 신서 2018년 ISBN 978-4-480-07113-2
- 도쿠가와 임정사 연구소 『江戸時代の古文所を読む―寛政の改革(에도 시대의 고문서를 읽다-간세이 개혁)』 2006년 ISBN 4490-20590-2